# Tcl
Tcl (англ. Tool Command Language) — інтерпретована мова програмування високого рівня. Започаткував її американський учений в галузі інформатики Джон Остерхут.
Tcl орієнтована на автоматизацію рутинних процесів, швидке прототипування та розробку платформо-незалежного програмного забезпечення, простоту використання.
Незважаючи на те, що основне поширення Tcl отримала для створення інтерфейсів користувача і як вбудовувана мова, Tcl також підходить для інших завдань, таких як веброзробка, створення мережевих застосунків, вирішення задач з адміністрування систем і тестування.
Мова не залежить від типу системи і розповсюджується спільно з крос-платформовою бібліотекою базових елементів графічного інтерфейсу Tk.